# Charles de Rohan-Chabot
Charles Louis Josselin de Rohan-Chabot, né le 12 décembre 1819 à Paris et mort le 6 août 1893 à Josselin, est le dixième duc de Rohan.

## Biographie
Il est le fils de Fernand de Rohan-Chabot, neuvième duc de Rohan, et de Joséphine Françoise de Gontaut Biron, et le petit-fils de Marie-Joséphine-Louise de Montaut-Navailles, gouvernante des enfants de France.
De 1873 à 1878, il est maire de Josselin (Morbihan), où se trouve sa propriété de famille.
Durant la seconde moitié du XIXe siècle, il entreprend la restauration de son château de Josselin, alors inhabité depuis environ un siècle.
Il est aussi conseiller général du canton de Josselin de 1869 à 1886, à la suite de son père.

### Mariage et descendance
En 1843, il épouse Octavie Rouillé de Boissy, fille de Hilaire Étienne Octave Rouillé de Boissy, pair de France de 1839 à 1848, sénateur de 1853 à 1866, officier de la légion d'honneur, et d'Amélie Charlotte Julie Musnier de Folleville. Elle hérite notamment la terre et le château de Manancourt, en Picardie, puis ceux de Castelnau, dans le Berry.
Ils ont plusieurs enfants :
- Alain-Charles-Louis de Rohan-Chabot, onzième duc de Rohan.
- Henri-Roger de Rohan-Chabot. Il sert en 1870 comme engagé volontaire et meurt célibataire à Manancourt (Somme) le 21 août 1872, des suites de blessures reçues au combat
- Marguerite de Rohan-Chabot, née le 1er juin 1846, morte célibataire le 20 août 1863
- Anne de Rohan-Chabot, née 4 août 1848, morte célibataire le 14 septembre 1865
- Agnès de Rohan-Chabot, née à Paris le 7 juin 1854, morte à Pouancé (Maine & Loire) le 9 janvier 1927. Elle épouse en 1877 Odet, vicomte de Montault, qui meurt en 1881. Elle se remarie en 1888 avec Arthur Augustin de Rougé, duc de Caylus, grand d'Espagne, bailli grand-croix de l'Ordre de Malte (1844-1913). Dont postérité des deux mariages.

## Armes
| Blason | Blasonnement : Écartelé de gueules à neuf macles d'or (qui est de Rohan), et d'or à trois chabots de gueules (qui est Chabot). |

## Pages connexes
- Maison de Rohan-Chabot
- Généalogie de la famille Chabot
- Duc de Rohan
- Château de Josselin
- Etricourt-Manancourt